# Castrilanthemum debeauxii
Castrilanthemum es un género monotípico perteneciente a la familia de las asteráceas. Su única especie: Castrilanthemum debeauxii, es originaria de España.

## Descripción
Es una hierba anual que alcanza los 10 cm de altura. Las hojas 1-2 pinnasectas, con segmentos lineares, pelosas. Las inflorescencias en capítulos solitarios. Receptác ulo convexo sin páleas. El fruto es un aquenio sin vilano.

## Distribución
Es un endemismo de la Sierra de Guillimona, Sierra de Castril (Granada) y Sierra de la Cabrilla (Jaén).

## Taxonomía
Castrilanthemum debeauxii fue descrita por (Degen, Hervier & E.Rev.) Vogt & Oberpr. y publicado en Anales Jard. Bot. Madrid 54(1): 342. 1996
Sinonimia
- Pyrethrum debeauxii
- Pyrethrum debeauxii Degen & al.[3]